# Gmina Nowogród
Die Gmina Nowogród ist eine Stadt-und-Land-Gemeinde im Powiat Łomżyński der Woiwodschaft Podlachien in Polen. Ihr Sitz ist die gleichnamige Stadt mit etwa 2150 Einwohnern.

## Gliederung
Zur Stadt-und-Land-Gemeinde gehören neben der Stadt Nowogród folgende 16 Ortschaften mit einem Schulzenamt:
Baliki
Chmielewo
Dzierzgi
Grądy
Grzymały
Jankowo-Młodzianowo
Jankowo-Skarbowo
Kupnina
Mątwica I
Mątwica II
Morgowniki
Ptaki
Serwatki
Sławiec Dworski
Sławiec
Sulimy
Szablak